# Correspondance entre Albert Einstein et Max Born
La correspondance entre Albert Einstein et Max Born est un recueil de lettres échangées par les deux célèbres physiciens du XXe siècle pendant une période allant de 1916 à 1955. 

## Albert Einstein et Max Born

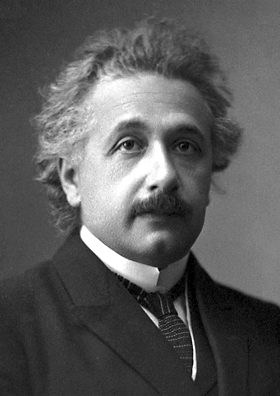
Portrait officiel d'Einstein après remise du prix Nobel de 1921

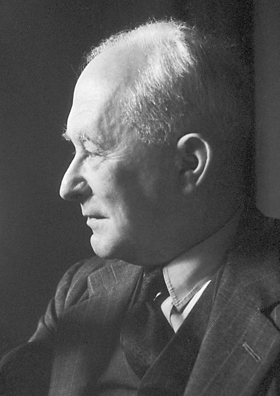
Max Born

Albert Einstein, né en 1879, contribua de manière remarquable aux deux révolutions majeures qui bouleversèrent la physique théorique dans la première moitié du XXe siècle. La théorie de la relativité pour laquelle il devint mondialement célèbre et ses travaux sur la théorie quantique pour lesquels le prix Nobel de physique lui fut décerné en 1921. Il émigra aux États-Unis en 1933. Il mourut à Princeton en 1955.
Max Born, né en 1882, fut professeur de physique à l’université de Berlin,  Francfort-sur-le-Main, Göttingen et Édimbourg. Le prix Nobel de physique lui fut décerné en 1954pour ses travaux sur la théorie quantique. Il mourut à Göttingen en 1970.

## La correspondance
La correspondance entre les deux célèbres physiciens débute l'année 1916, celle de la publication par Einstein de son célèbre article sur la relativité générale, et s'achève en 1955, l'année de la mort d'Einstein. La correspondance présente des récits fascinants sur la genèse de la physique théorique moderne mais aussi sur l'histoire politique tragique qui déchira l'Europe dans la première moitié du XXe siècle. Elle contient plus de 100 lettres, 117 exactement, qui furent écrites sans intention de publication ultérieure. Elles sont écrites pour la plupart en allemand mais parfois aussi en anglais. Quelques lettres sont écrites par Hedwig Born, l’épouse de Max Born. Max Born conserva  précieusement l'essentiel de la correspondance. Les lettres ont été enrichies de commentaires par Max Born et ont été finalement publiées à la fin de sa vie.
Einstein eut tout au début du XXe siècle l'intuition géniale qui fut à l'origine de deux révolutions scientifiques majeures : la théorie de la relativité et la théorie quantique. La théorie quantique fut par la suite développée par Max Born et ses collaborateurs et par d'autres physiciens. Le développement de la jeune théorie quantique crée petit à petit des divergences d'opinion entre les deux hommes. Les débats sur l'interprétation de cette nouvelle théorie sont fascinants. Finalement, Einstein la réfute car il la considère comme incomplète. Max Born cherche inlassablement des arguments afin de le convaincre, sans succès. De son côté, Einstein cherche une nouvelle théorie réunifiant la théorie de la gravitation et la théorie quantique, sans succès. Les physiciens encore aujourd'hui cherchent toujours cette théorie qu'ils appellent théorie quantique de la gravitation ou gravité quantique.
Le ton courtois et cordial des lettres, en dépit des divergences scientifiques profondes, témoigne de l'amitié sans faille entre les deux hommes.

## Passages de la correspondance
Les passages présentés dans cette section sont des exemples illustrant généralement bien le propos et les discussions que l'on peut trouver dans les lettres[réf. nécessaire].

### Lettre 48
« La pensée qu'un électron puisse choisir librement son chemin dans l'instant m'est insupportable.
Si tel est le cas, je préférerais le métier de cordonnier ou d’employé de casino à celui de physicien.
Mes recherches dans le but de trouver une forme tangible à cette physique quantique n'ont pas encore abouti.
Je n'y abandonne cependant pas l'espoir d'y arriver un jour. »
Albert Einstein, le 29 avril 1924
« Le fait que des lois de nature statistique régissent le fondement de la physique, ce qu'il refusait, est devenu un sujet permanent de discussion difficile entre nous dont j'en résume ici l'origine.
Einstein était fermement convaincu que la physique nous permet d’accéder à la connaissance d'une réalité extérieure objective.
Qu'il n'en soit pas ainsi, je m'en suis, en compagnie d'autres physiciens, progressivement rendu compte de par les nouvelles expériences menées à l’échelle des atomes.
Nous ne pouvons seulement avoir en chaque instant qu'une connaissance approximative et grossière de cette réalité extérieure objective et nous ne pouvons en déterminer l’évolution future que de manière probabiliste en utilisant les lois de la physique quantique. »
Commentaire de Max Born sur la lettre 48

### Lettre 49
« Mes jeunes assistants, Heisenberg, Jordan et Hund sont absolument brillants. J’éprouve d'ailleurs souvent des difficultés à les suivre dans leurs réflexions.
Ils maîtrisent prodigieusement bien leur sujet. Le nouvel ouvrage d'Heisenberg qui va paraître bientôt me semble très mystérieux. Mais je ne doute pas de sa rigueur et de sa portée profonde. »
Max Born, le 15 juillet 1925

### Lettre 52
« La physique quantique est très impressionnante. Une voix intérieure me dit cependant qu'elle n'est pas satisfaisante.
Elle fonctionne bien sans pour autant s'approcher d'une compréhension réelle des choses.
De toute façon, je suis convaincu que dieu ne joue pas aux dés. »
Albert Einstein, le 4 décembre 1926
« Le jugement d'Einstein sur la physique quantique fut un coup dur pour moi. Car il la refusait non pas tellement sur la base d'un raisonnement mais bien plus sous l'appel d'une voix interieure. »
Commentaire de Max Born sur la lettre 52

### Lettre 80
« La pensée qui me déprime le plus est ce sentiment que notre science, une chose pourtant si extraordinaire en soi, et qui pourrait apporter tant de bénéfices à l’humanité, est exploitée pour fabriquer des outils de destruction et des engins de mort.
Beaucoup de scientifiques ont collaboré avec les nazis et même Heisenberg a travaillé d'arrache-pied pour ces scélérats.
Je n'accuse personne. Car en de telles circonstances, il n'y a plus rien d'autre à faire pour sauver ce qui reste de notre civilisation.
Je pense que nous devrions mettre sur pied une organisation internationale et même un code international d’éthique en vue de prévenir de telles exploitations. »
Max Born, le 15 juillet 1944

### Lettre 84
« Je suis convaincu que la physique devrait représenter une réalité dans l'espace et le temps, sans aucun effet de sorcellerie à distance. »
Albert Einstein, le 3 mars 1947

### Lettre 107
« J’espère bien finalement te convaincre que la physique quantique est complète et suffisamment réaliste comme les faits l'indiquent. »
Max Born, le 22 décembre 1953

### Lettre 110
« Selon moi, le principe de localité impose que la fonction d'onde Ψ soit interprétable comme un ensemble d’entités et non pas comme la description complète d'une entité individuelle. Cette interprétation statistique permet aussi de faire disparaître le paradoxe d'un couplage apparent entre deux entités qui sont séparées dans l'espace. De plus, on a l'avantage qu'une telle interprétation nous donne une description objective indépendante de l'observation et ayant un sens clair pour l'observateur. »
Albert Einstein, le 20 janvier 1954

### Lettre 114
« A l’époque, en 1932, je fus très attristé de ne pas avoir reçu le prix Nobel en même temps qu'Heisenberg. Lorsque nous fumes rentrés en Allemagne, cette blessure s'était refermée depuis longtemps. Ma surprise et ma joie en furent d'autant plus fortes que le prix ne fut non pas attribué pour mon travail en collaboration avec Heisenberg et Jordan mais bien pour mon travail sur l’interprétation statistique de la fonction d'onde de Schrödinger.
Que cette reconnaissance n'arrive que 28 ans plus tard n'est pas étonnant. En effet, tous les grands de cette première période de la physique quantique étaient des  adversaires de mon interprétation statistique; Planck, De Broglie, Schrödinger et Einstein lui-même.
L’académie suédoise n'oserait certainement pas aller à l'encontre de ces voix pleines de notoriété. Il me fallut donc attendre longtemps pour que mes travaux soient finalement reconnus par la communauté dans son ensemble, ce qui advint surtout grâce à l'action de Niels Bohr et son école de Copenhague.
L’interprétation de Copenhague, dont je suis l'un des créateurs, est la référence que l'on donne dans le monde entier aujourd'hui à cette nouvelle direction de pensée dans laquelle la physique s'est engagée. »
Commentaire de Max Born sur la lettre 114

### Lettre 117
« Il a quitté ce monde sans sentimentalité ni regret. Face à la mort, il fut décidé, paisible et sans crainte comme durant sa vie.
Avec lui, nous perdons, mon épouse et moi, l'ami le plus cher. »
Commentaire de Max Born sur la lettre 117

## Personnalités citées
Cinquante prix Nobel et d'autres personnes notables, issues principalement du monde scientifique mais aussi des domaines politique, littéraire et artistique, sont mentionnés dans la correspondance :
- Hans Christian Andersen
- Edward Appleton
- Felix Auerbach
- Guido Beck
- Carl Heinrich Becker
- Henri Bergson
- Arnold Berliner
- Ernest Bevin
- Ludwig Bieberbach
- Patrick Blackett
- David Bohm
- Harald Bohr
- Niels Bohr
- Oskar Bolza
- Walther Bothe
- Ludwig Boltzmann
- Satyendranath Bose
- William Lawrence Bragg
- Percy Williams Bridgman
- Léon Brillouin
- Max Brod
- Imre Bródy
- Louis de Broglie
- Luitzen E J Brouwer
- Heinrich Brüning
- Constantin Carathéodory
- Winston Churchill
- Georges Clemenceau
- Stephan Cohn-Vossen
- Arthur Compton
- Richard Courant
- Marie Curie
- Charles Darwin
- Clinton Joseph Davisson
- Peter Debye
- René Descartes
- Paul Dirac
- Christian Doppler
- William Duane
- Friedrich Ebert
- Arthur Eddington
- Paul Ehrenfest
- Tatiana Pavlovna Ehrenfest
- Paul Ehrlich
- Walter M. Elsasser
- Friedrich Engels
- Friedrich Epstein
- Matthias Erzberger
- Euclide
- Paul Peter Ewald
- Kazimierz Fajans
- Michael Faraday
- George FitzGerald
- Vladimir Fock
- Adriaan Fokker
- Ralph Howard Fowler
- James Franck
- Philipp Frank
- Erwin Freundlich
- Klaus Fuchs
- Carl Friedrich Gauss
- Ernst Gehrcke
- Hans Geiger
- Walther Gerlach
- Willard Gibbs
- Donald Arthur Glaser
- Kurt Gödel
- Johann Wolfgang von Goethe
- Henry Goldman
- Leonhard Grebe
- Herbert S. Green
- Eduard Grüneisen
- Fritz Haber
- Otto Hahn
- Richard Haldane
- Adolf von Harnack
- Friedrich Hasenöhrl
- Werner Heisenberg
- Walter Heitler
- Ernst Hellinger
- Gustav Herglotz
- Friedrich Herneck
- Paul Hertz
- Gustav Ludwig Hertz
- Gerhard Herzberg
- David Hilbert
- Adolf Hitler
- Jacobus Henricus van 't Hoff
- Erich Moritz von Hornbostel
- Edwin Hubble
- Erich Hückel
- David Hume
- Friedrich Hund
- Abram Ioffé
- Leopold Infeld
- Carl Jacobi
- Leopold Jessner
- Pascual Jordan
- Emmanuel Kant
- Theodore von Kármán
- Piotr Kapitsa
- Rudolf Kayser
- Nicholas Kemmer
- Hans Kienle
- Felix Klein
- Wolfgang Köhler
- Walther Kossel
- Hendrik Anthony Kramers
- Juri Alexandrowitsch Krutkow
- Heinrich Gerhard Kuhn
- Rudolf Ladenburg
- Joseph-Louis Lagrange
- Lev Landau
- Alfred Landé
- Paul Langevin
- Irving Langmuir
- Joseph Larmor
- Max von Laue
- Gottfried Wilhelm Leibniz
- Philipp Lenard
- Vladimir Ilitch Lénine
- Wilhelm Lenz
- Gilbert Lewis
- Frederick Lindemann
- Fritz London
- Hendrik Lorentz
- Richard Lorenz
- Erich Ludendorff
- Walther Ludwig
- Otto Lummer
- Martin Luther
- Ernst Mach
- Erwin Madelung
- Mao Zedong
- Karl Marx
- James Clerk Maxwell
- Pat McCarran
- Joseph McCarthy
- Lise Meitner
- Edgar Meyer
- Albert Abraham Michelson
- Gustav Mie
- Robert Andrews Millikan
- Edward Arthur Milne
- Hermann Minkowski
- George Minot
- Richard von Mises
- Viatcheslav Molotov
- Rudolf Mössbauer
- Robert Mulliken
- Benito Mussolini
- Otto Nathan
- Walther Nernst
- John von Neumann
- Isaac Newton
- Herman Nohl
- Lothar Nordheim
- Paul Oppenheim
- Robert Oppenheimer
- Wolfgang Pauli
- Linus Pauling
- Rudolf Peierls
- Max Planck
- Jerzy Plebański
- Robert Pohl
- Henri Poincaré
- Michael Polanyi
- Ludwig Prandtl
- Alfred Pringsheim
- Maurice Pryce
- Karl Radek
- Chandrashekhara Venkata Râman
- Carl Ramsauer
- Fritz Reiche
- Dieter Richter
- Eduard Riecke
- Bernhard Riemann
- Howard Percy Robertson
- Wilhelm Röntgen
- Franklin Roosevelt
- Paul Rosbaud
- Heinrich Rubens
- Juri Borissowitsch Rumer
- Carl Runge
- Bertrand Russell
- Ernest Rutherford
- Moritz Schlick
- Erhard Schmidt
- Arthur Moritz Schoenflies
- Erwin Schrödinger
- Issai Schur
- Albert Schweitzer
- Hans Schwerdtfeger
- Carl Seelig
- William Shakespeare
- George Bernard Shaw
- Francis Simon
- Socrate
- Johann Georg von Soldner
- Arnold Sommerfeld
- Hertha Sponer
- Ferdinand Springer
- Joseph Staline
- Johannes Stark
- Otto Stern
- Carl Still
- Fritz Strassmann
- August Strindberg
- Leó Szilárd
- Rabindranath Tagore
- Edward Teller
- Alfred von Tirpitz
- Henry Tizard
- Joseph John Thomson
- Otto Toeplitz
- Richard Tolman
- Tchang Kaï-chek
- Sigrid Undset
- Bartel Leendert van der Waerden
- Woldemar Voigt
- Richard Wachsmuth
- Emil Warburg
- Pierre Weiss
- Victor Weisskopf
- Chaim Weizmann
- Carl Friedrich von Weizsäcker
- Max Wertheimer
- Hermann Weyl
- Edmund Taylor Whittaker
- Guillaume II (empereur allemand)
- Max Wien
- Norbert Wiener
- Eugène Wigner
- Thomas Woodrow Wilson
- Hideki Yukawa
- Agnes von Zahn-Harnack
- Carl Zeiss

## Traductions
- Correspondance 1916-1955, traduction par Pierre Leccia, Collection Science Ouverte, Le Seuil (1972)  (ISBN 2-020-02813-1)
- The Born-Einstein letters : Correspondence between Albert Einstein and Max and Hedwig Born from 1916 to 1955 with commentaries by Max Born, traduction par Irène Born, Walker and Company (1971),  (ISBN 0-802-70326-7)
- The Born-Einstein letters : friendship, politics, and physics in uncertain times : correspondence between Albert Einstein and Max and Hedwig Born from 1916 to 1955 with commentaries by Max Born, traduction par Irène Born, Macmillan (2005) ,  (ISBN 1-403-94496-2)